# TNNニュースタワー
『TNNニュースタワー』（ティーエヌエヌ ニュースタワー）とは、1997年12月26日までテレビ新潟で放送されていた平日昼のニュース番組である。『にいがたTODAY』（にいがたトゥデー）としてスタートした後に改題された。
改題後も『にいがたTODAY』時代と同様に、テレビ情報誌や新聞の番組表には開始時刻が11時30分と表記されていたが、実際には11時29分30秒の開始で、全国ニュース（『NNN昼のニュース』→『NNNニュースダッシュ』）を内包していた。
番組はその後、テレビ新潟が局略称を TNN から TeNY へ変更するのを受けて終了した。

## 放送時間
- 月曜日 - 金曜日 11:29:30 - 11:55 （JST）

| テレビ新潟 平日昼のTNNニュース | テレビ新潟 平日昼のTNNニュース    | テレビ新潟 平日昼のTNNニュース |
| 前番組                         | 番組名                            | 次番組                         |
| ------------------------------ | --------------------------------- | ------------------------------ |
| 不明                           | にいがたTODAY ↓ TNNニュースタワー | TeNYニュースダッシュ           |